# San José de Jáchal
San José de Jáchal (oder vielfach verkürzt: Jáchal) ist die Hauptstadt des Departamento Jáchal in der Provinz San Juan im Westen Argentiniens. Sie liegt 153 Kilometer von der Provinzhauptstadt San Juan entfernt südlich des Río-Jáchal-Ufers. San José de Jáchal ist der Kreuzungspunkt der Nationalstraßen Ruta Nacional 40 und Ruta Nacional 150. In der Klassifikation der Gemeinden der Provinz San Juan ist sie eine Gemeinde der 2. Kategorie.

## Geschichte
Der Ort wurde am 25. Juni 1571 durch Juan de Echegaray gegründet.

## Städtepartnerschaft
- Vicuña, Chile, seit dem 20. März 2004